# The Final Rip Off
The Final Rip Off è una compilation di due dischi dei Monty Python commercializzata nel 1988.

## Tracce

### Lato A (Disco 1)
1. Introduzione - 0:48
2. Paesani costituzionali - 2:51
3. Licenza per pesci - 2:49
4. Eric the Half-a-Bee - 2:06
5. Finland Song - 2:20
6. Agenzia di viaggi - 3:46
7. Are You Embarassed Easily? - 2:25
8. Vini da tavolo australiani - 1:38
9. La clinica per litigare - 3:39
10. Henry Kissinger Song - 1:35
11. Il pappagallo morto - 5:40

### Lato B (Disco 1)
1. Sit on My Face - 0:44
2. Pompe funebri - 0:44
3. Scrivendo romanzi - 1:34
4. String - 2:34
5. Campane - 0:21
6. Semafori - 2:19
7. Cocktail Bar - 2:23
8. Quattro signori - 1:56
9. Speciale serata elezioni - 3:45
10. La canzone del taglialegna - 3:43

### Lato A (Disco 2)
1. I Like Chinese - 3:15
2. L'inquisizione spagnola parte 1 - 2:01
3. Il negozio di formaggi - 4:09
4. Ciliegio - 2:02
5. Lo sketch degli architetti - 2:48
6. L'inquisizione spagnola parte 2 - 1:08
7. Spam - 2:27
8. L'inquisizione spagnola parte 3 - 1:08
9. La poltrona sogni d'oro - 0:15
10. Quiz della gente famosa - 1:22
11. You Be the Actor - 3:01
12. Eh? Eh? - 2:09
13. La scialuppa di salvataggio - Cannibalismo - 3:15
14. L'inquisizione spagnola rivisita - 0:20

### Lato B (Disco 2)
1. I Bet You They Won't Play This Song on the Radio - 0:55
2. Lo sketch dei Bruce - 3:02
3. Libreria - 4:27
4. Do Wot John - 0:30
5. Rock Notes - 2:11
6. I'm So Worried - 3:17
7. Coccodrilli - 2:48
8. Schernitore francese - 2:34
9. Marilyn Monroe - 2:07
10. Castello Palude - 4:04
11. Schernitore francese parte 2 - 2:30
12. L'ultima parola - 0:16